# Ђулиодори (Мачерата)
Ђулиодори (итал. Giuliodori) насеље је у Италији у округу Мачерата, региону Марке.
Према процени из 2011. у насељу је живело 52 становника. Насеље се налази на надморској висини од 254 м.